# Grand icosidodécaèdre ditrigonal
En géométrie, le grand icosidodécaèdre ditrigonal est un polyèdre uniforme non-convexe, indexé sous le nom U47.
Il partage l'arrangement de sommet avec le dodécaèdre régulier. Il partage en plus son arrangement d'arêtes avec le petit icosidodécaèdre ditrigonal, le dodécadodécaèdre ditrigonal.